# Марущак Сергій Петрович
Сергій Петрович Марущак (29 липня 1989, с. Скородинці, Тернопільська область — 8 травня 2022, Луганська область, Україна) — український військовослужбовець, солдат, розвідник-санітар 80 ОДШБр Збройних сил України, учасник російсько-української війни, який загинув під час російського вторгнення в Україну. Кавалер ордена «За мужність» III ступеня (2022, посмертно), почесний громадянин міста Чорткова (2022, посмертно).

## Життєпис
Сергій Марущак народився 29 липня 1989 року в селі Скородинцях, нині Чортківської громади Чортківського району Тернопільської області.
Під час російського вторгнення в Україну проходив військову службу розвідником-санітаром 3 розвідувального відділення 3 розвідувального взводу розвідувальної роти 80 ОДШБр.
Загинув 8 травня 2022 року в боях з російськими окупантами на Луганщині.
Мешкав у селі Джуринській Слобідці (нині — Білобожницької громади Чортківського району Тернопільської області), де був похований 15 травня 2022 року.
Залишилася дружина та двоє дітей.

## Нагороди
- орден «За мужність» III ступеня (1 липня 2022, посмертно) — за особисту мужність і самовіддані дії, виявлені у захисті державного суверенітету та територіальної цілісності України, вірність військовій присязі[1];
- почесний громадянин міста Чорткова (18 серпня 2022, посмертно)[2].

## Вшанування пам'яті
8 травня 2023 року на фасаді Джуринськослобідківської школи відкрили пам'ятну дошку Сергію Марущаку.